# カワグチ (スーパーマーケット)
株式会社カワグチは、千葉県千葉市中央区に本社を置き、千葉県内で食品スーパー「スーパーチェーンカワグチ」を運営する企業。CGCグループ加盟店。
また2023年4月に合併した元グループ会社の株式会社エンゼル産業（エンゼルさんぎょう）が、東京都・神奈川県内で食品スーパー「エンゼルファミリー」を運営していた。本項ではエンゼル産業についても併せて記述する。
そのほか、グループ会社において酒類（ワイン）の輸入なども手がける。

## 店舗

### スーパーチェーンカワグチ
以下の店舗を出店する（2022年11月現在）
- 激安生鮮食品館 - 千葉県千葉市中央区問屋町10-5
  - 本社所在地と同一[1][2]。
- 東千葉店 - 千葉県千葉市中央区東千葉2-1-7
- こてはし中央店 - 千葉県千葉市花見川区こてはし台5-1-17
- こてはし南店 - 千葉県千葉市花見川区千種町333-9
- 馬橋店 - 千葉県松戸市中和倉120
- 大和田店 - 千葉県八千代市大和田1000-5
- 米本店 - 千葉県八千代市米本2207-8
- 志津店 - 千葉県佐倉市中志津4-2-1
- 日吉台店 - 千葉県東金市日吉台4-3-2
- 季美の森店 - 千葉県大網白里市季美の森南3-5
- 飴安商店 花園店 - 千葉県千葉市花見川区花園2-11-14
  - 「飴安商店」は常設店舗の花園店のほか、千葉県内の各種イベント等に出店[3]。

### エンゼルファミリー
キャッチフレーズは「貴女の暮らしのパイロット」。2012年6月、公式ウェブサイトをリニューアルするとともに、各店舗で公式Twitterアカウントを開設した。また2018年7月に本社を東京都墨田区から埼玉県川口市へ移転した。
以下の店舗を出店する（2022年11月現在）。
- 兩國店 - 東京都墨田区千歳1-4-8（店名「両国」は旧字体表記）
  - 本店所在地と同一[6]。
- 門前仲町店 - 東京都江東区富岡2-1-11[10]
- 永田台店 - 神奈川県横浜市南区永田みなみ台2-1-108[10]
- 大曽根店 - 神奈川県横浜市港北区大曽根2-2-10[10]

過去に存在した店舗
- 常盤店 - 2012年9月20日閉店[9]。所在地は東京都江東区常盤2丁目12-6。

## グループ会社
- 株式会社エンゼル産業[3]
- 株式会社ロゼレガンス - ロゼワイン専門輸入販売[3][4]